# Cyprinella garmani
La carpita jorobada (Cyprinella garmani) es una especie de pez dulceacuícola endémico de la cuenca del río Nazas. 

## Clasificación y descripción
Es un pez de la familia Cyprinidae del orden Cypriniformes. Es un pez de cuerpo alto y fuertemente comprimido, con el dorso convexo y fuertemente arqueado, más alto en el origen de la aleta dorsal; tiene la cabeza moderadamente grande y un hocico que puede variar de romo a sub-cónico, su boca es pequeña, terminal y oblicua. Los machos presentan una coloración llamativa, con los laterales azul plateado, dorso azul grisáceo y las aletas color rojizo a excepción de la dorsal, la cual es oscura; pueden presentar una barra escapular y una franja gular oscuras. Este pez alcanza una talla máxima de 57 mm de longitud patrón.

## Distribución
Es un pez endémico de las cuencas interiores del río Nazas en los estados de Zacatecas, Durango y Coahuila.

## Ambiente
Habita en arroyos y ríos grandes a elevaciones de entre 1140 y 1850 m s. n. m.; puede encontrarse tanto en aguas claras como turbias, en las cuales la vegetación por lo general es escasa.

## Estado de conservación
Se desconoce el estado de conservación de esta especie. Este pez endémico se encuentra enlistado en la Norma Oficial Mexicana 059 (NOM-059-SEMARNAT-2010) como especie Amenazada (A); aún no ha sido evaluado por la Unión Internacional para la Conservación de la Naturaleza (UICN), por lo que no se encuentra en la Lista Roja.